# スティッフ・アッパー・リップ
『スティッフ・アッパー・リップ』（Stiff Upper Lip）は、AC/DCが2000年に発表したアルバム。

## 解説
5年ぶりのオリジナル・アルバム。プロデュースは、ヤング兄弟の二男であるジョージ・ヤングが担当。以前の作品ではハリー・ヴァンダとのコンビでプロデュースを行っていたが、本作はジョージの単独プロデュース作となった。レコーディングは、ブライアン・アダムスが所有するウェアハウス・スタジオで行われた。
アルバムが発売されると、多くの国のアルバム・チャートでトップ10入りを果たすが、イギリスでは、『フー・メイド・フー』（1986年）以来となる、トップ10入りできなかったアルバムとなった。
2001年1月には、ボーナス・ディスク付きの「ツアー・エディション」が、オーストラリア、ニュージーランド、ヨーロッパでリリースされた。同年1月24日には、19年ぶりの日本公演に先行し、「来日記念盤」と銘打たれたミニ・アルバム『スティッフ・アッパー・リップ ワールド・ツアーCD』が日本発売された。
2001年6月14日に行われたミュンヘン公演の模様は、後にDVD『Stiff Upper Lip Live（ライヴ・イン・ミュンヘン）』として発売された。

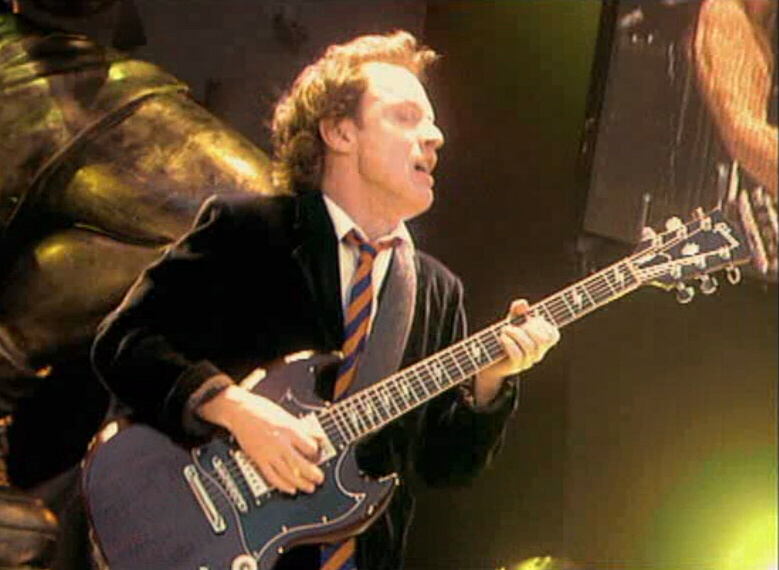
ドイツ・ミュンヘン公演でのアンガス (2001年)

## 収録曲
全曲アンガス・ヤングとマルコム・ヤングの共作。
1. スティッフ・アッパー・リップ - "Stiff Upper Lip" - 3:35
2. メルトダウン - "Meltdown" - 3:41
3. ハウス・オブ・ジャズ - "House of Jazz" - 3:56
4. ホールド・ミー・バック - "Hold Me Back" - 3:59
5. セーフ・イン・ニューヨーク・シティ - "Safe in New York City" - 3:57
6. キャント・スタンド・スティル - "Can't Stand Still" - 3:39
7. キャント・ストップ・ロックン・ロール - "Can't Stop Rock 'n' Roll" - 4:02
8. サテライト・ブルース - "Satellite Blues" - 3:46
9. ダムド - "Damned" - 3:51
10. カム・アンド・ゲット・イット - "Come and Get It" - 4:02
11. オール・スクリュード・アップ - "All Screwed Up" - 4:36
12. ギヴ・イット・アップ - "Give It Up" - 4:13

### ボーナス・ディスク（ツアー・エディション）
特記なき楽曲はアンガス・ヤングとマルコム・ヤングの共作。ライヴ音源は1996年のマドリード公演のものを使用。
1. "Cyberspace" - 2:57
アルバム未収録。シングル「セーフ・イン・ニューヨーク・シティ」のカップリング曲
2. "Back in Black" (Young, Young, Brian Johnson) (live) - 4:09
3. "Hard as a Rock" (live) - 4:49
4. "Ballbreaker" (live) - 4:39
5. "Whole Lotta Rosie" (Young, Young, Bon Scott) (live) - 5:26
6. "Let There Be Rock" (Young, Young, Scott) (live) - 11:53
7. "Stiff Upper Lip" (promotional video) - 3:50
8. "Safe in New York City" (promotional video) - 4:01
9. "Satellite Blues" (promotional video) - 3:55

日本盤CD『スティッフ・アッパー・リップ ワールド・ツアーCD』(イーストウエスト・ジャパン、AMCY-7231)の収録曲は下記の通り。
1. スティッフ・アッパー・リップ（アルバム・ヴァージョン）- "Stiff Upper Lip"
2. サイバースペース（ノンLPトラック） - "Cyberspace"
3. ハード・アズ・ア・ロック（ライヴ・イン・マドリッド） - "Hard as a Rock" (live)
4. バック・イン・ブラック（ライヴ・イン・マドリッド） - "Back in Black" (live)
5. ホール・ロッタ・ロージー（ライヴ・イン・マドリッド） - "Whole Lotta Rosie" (live)

## 参加ミュージシャン
- ブライアン・ジョンソン - ボーカル
- アンガス・ヤング - リードギター
- マルコム・ヤング - リズムギター、バッキング・ボーカル
- クリフ・ウィリアムズ - ベース、バッキング・ボーカル
- フィル・ラッド - ドラムス、パーカッション